# Golpe de Praga
O Golpe de Estado da Checoslováquia de 1948 (muitas vezes, simplesmente Golpe Checo ou Golpe de Praga) (em checo: Únor 1948, em eslovaco: Február 1948, ambas significando "Fevereiro de 1948"; na historiografia comunista conhecido como "Fevereiro Vitorioso" (em checo: Vítězný únor, em eslovaco: Víťazný február)) ou Revolução Comunista da Tchecoslováquia foi um evento em que o Partido Comunista da Tchecoslováquia (KSČ), com o apoio soviético, assumiu o controle incontestável do governo da Tchecoslováquia, inaugurando mais de quatro décadas de ditadura sob seu comando.

## História

### Antecedentes
Ao término da Segunda Guerra Mundial, o KSČ estava em  posição favorável. Sua poderosa influência sobre a política da Checoslováquia desde 1920, a sua identificação com a União Soviética, libertadora do país, e sua determinação para se tornar a principal força política do país, sem alarmar o Ocidente (uma estratégia seguida também pelos partidos comunistas em Itália e França) articulado com a oposição ao domínio nazista, produziu um aumento na adesão de 40 000 em 1945 para 1,35 milhões em 1948.
O líder do partido, Klement Gottwald, disse em 1945 que "apesar da situação favorável, a próxima meta não é a sovietização ou o socialismo, mas sim a realização de uma realmente completa revolução nacional democrática", ligando assim o seu partido com a tradição democrática da Checoslováquia (ele mesmo alegou ser um discípulo de Tomáš Masaryk) e do nacionalismo checo, capitalizando intensos sentimentos populares antigermânicos.  Durante o período inicial do pós-guerra, trabalhando com os outros partidos em uma coalizão chamada de Frente Nacional, manteve  a aparência de estar disposto a trabalhar dentro do sistema democrático.
Assim, na eleição de 1946, o KSČ obteve 38% dos votos. Este foi o melhor desempenho de um partido comunista europeu em uma eleição livre, e foi muito mais do que os 22% recebidos pelos comunistas húngaros no ano seguinte, na única outra eleição livre do pós-guerra na área de influência soviética. O presidente Edvard Benes convidou Gottwald para ser primeiro-ministro.
Embora o governo ainda tivesse uma maioria não comunista (nove comunistas e 17 não comunistas), o KSČ tinha o controle inicial da polícia e das forças armadas, logo passando a dominar outros ministérios-chave (como os de propaganda, educação, assistência social e agricultura) e o serviço civil.
No entanto, no verão de 1947, o KSČ havia alienado muitos dos potenciais eleitores: as atividades do Ministério do Interior e da polícia eram demasiadamente ofensivas, segundo muitos cidadãos; agricultores opunham-se a falar de coletivização, e alguns trabalhadores estavam irritados com as demandas dos comunistas para que eles aumentassem a produção sem receber salários mais altos. A expectativa geral era de que os comunistas fossem derrotados nas eleições de maio de 1948. Em setembro daquele ano, na primeira reunião do Cominform, Andrei Jdanov observou que a vitória soviética tinha ajudado a alcançar "a vitória completa da classe trabalhadora sobre a burguesia em todos os países do leste europeu, exceto na Checoslováquia, onde o resultado continuava indeciso ".
O representante da Checoslováquia na reunião, Rudolf Slánský, voltou  a Praga com um plano para a tomada final do poder. Slánský afirmava que, "assim como no campo internacional temos ido para a ofensiva, na frente doméstica devemos ir também".

### O golpe
Durante o inverno de 1947-1948, tanto no gabinete como no parlamento, a tensão entre comunistas e seus adversários levavam a um acirramento dos conflitos. No início de fevereiro de 1948, o ministro comunista do interior, Václav Nosek, ilegalmente estendeu seus poderes, na tentativa de expurgar elementos remanescentes não comunistas da Força Nacional de Polícia. O aparato de segurança e a polícia estavam sendo transformados em instrumentos do KSČ, pondo em risco as liberdades básicas cívicas.
A crise começou em 21 de fevereiro de 1948, quando o Ministro do Interior elegeu oito novos Comissários em Praga, todos comunistas, o que demonstrava o controle do partido comunista sobre o governo da Checoslováquia e, em especial, sobre as forças de segurança do Estado. Isso provocou protestos, seguidos pela renúncia de ministros democratas. Os renunciantes pensavam que assim provocariam uma crise política, levando a eleições gerais antecipadas, quando então derrotariam o Partido Comunista.
No entanto, havia uma atmosfera de tensão crescente e enormes manifestações lideradas pelos comunistas ocorrendo em todo o país, enquanto o presidente Edvard Benes procurava manter-se neutro, temendo que o fomento do KSČ causasse uma insurreição que, por fim, desse ao Exército Vermelho um pretexto para invadir o país e restaurar a ordem.
No entanto, os membros que se demitiram foram substituídos por membros do Partido Comunista, e, com o apoio de Stalin, o líder comunista da Checoslováquia, Klement Gottwald, declarou uma greve geral em 24 de fevereiro, criando assim uma série de comitês de ação, apoiados pelas milícias dos trabalhadores, que impediram qualquer resistência por parte das forças democráticas.
Enquanto isso, os ministros comunistas se mobilizavam. Para ajudá-los, o embaixador soviético, Valerian Zorin, chegou a Praga para organizar um golpe. Milícias armadas assumiram Praga; manifestações comunistas foram montadas, uma manifestação estudantil anticomunista foi interrompida. Os ministérios comandados por não comunistas eram ocupados; funcionários eram demitidos, e os ministros impedidos de entrar em seus próprios gabinetes. O exército ficou confinado nos quartéis e não interferiu.
Em um discurso perante 100.000 simpatizantes, o líder Gottwald ameaçou com uma greve geral, a não ser que o presidente Benes concordasse em formar um novo governo dominado pelos comunistas. O embaixador soviético ofereceu os serviços do Exército Vermelho, cujas tropas estavam acampadas nas fronteiras do país. Mas Gottwald recusou a oferta, acreditando que a ameaça de violência, combinada com uma forte pressão política, seria o suficiente para forçar Benes a ceder. Após o golpe, Gottwald diria: "[Benes] sabe o que é a força, e isso o levará a avaliar essa [situação] de forma realista".
Em 25 de fevereiro de 1948, após duas semanas de intensa pressão da União Soviética o Presidente da República da Tchecoslováquia, Edvard Benes, cedeu todo o poder a Klement Gottwald e a Rudolf Slánský, aceitando a renúncia dos ministros não comunistas e nomeando um novo governo, sob a liderança de Gottwald e dominado por comunistas e social-democratas pró-Moscou. O único ministério controlado por um não comunista era o das Relações Exteriores, que foi entregue a Jan Masaryk — encontrado morto duas semanas depois. Após o golpe, os comunistas se moveram rapidamente para consolidar seu poder: milhares de não simpatizantes foram demitidos, centenas foram presos, e milhares de pessoas fugiram do país.
Nas eleições de 30 de maio, os eleitores foram presenteados com uma única lista - a da Frente Nacional - , que oficialmente ganhou 89,2% dos votos. Na lista da Frente Nacional, os comunistas e os social-democratas (que logo se fundiram) tinham maioria absoluta. Mas praticamente todos os partidos não comunistas que haviam participado da eleição de 1946 também foram representados na lista da Frente Nacional e, assim, receberam alguns assentos parlamentares. No entanto, àquela altura, todos se haviam convertido em  fiéis parceiros dos comunistas. A Frente Nacional foi transformada em uma ampla organização patriótica dominada pelos comunistas, e a nenhum outro grupo político foi permitido existir. Consumido por estes eventos, Benes renunciou em 2 de junho e foi sucedido por Gottwald 12 dias depois,
falecendo em setembro do mesmo ano.

### Impactos
A revolução comunista na Tchecoslováquia em 1948 foi um processo singular na história da Europa Centro-Oriental, influenciado por diversos fatores externos. Alguns dos pontos positivos que podem ser destacados são:
- Resistência ao nazismo: o partido comunista foi um dos principais protagonistas da luta contra a ocupação nazista, tanto na insurreição eslovaca de 1944 quanto na libertação de Praga em 1945. Os comunistas ganharam prestígio e apoio popular por sua defesa da soberania e da democracia tchecoslovaca.[13]
- Reforma social e econômica: o programa de Košice, anunciado em 1945, propunha uma série de medidas para transformar a estrutura social e econômica do país, como a reforma agrária, a nacionalização de setores estratégicos, o controle de preços e salários, a descentralização dos governos locais e a autonomia eslovaca. O programa foi amplamente aceito pelos demais partidos da coalizão da Frente Nacional e pela população em geral.[13]
- Integração com o bloco soviético: a revolução comunista aproximou a Tchecoslováquia da União Soviética e dos demais países socialistas da Europa Oriental, o que representava uma garantia de segurança e cooperação frente à ameaça de uma nova guerra mundial. A Tchecoslováquia também se beneficiou do comércio e da assistência econômica do bloco soviético, especialmente na reconstrução pós-guerra.[13]

A Tchecoslováquia permaneceu como uma ditadura do proletariado até à Revolução de Veludo de 1989. A revolução se tornou sinônimo da Guerra Fria.O impacto foi igualmente profundo, tanto na Europa Ocidental como nos Estados Unidos, e ajudou a unificar os países ocidentais contra o bloco comunista. Deu também um ar de presciência aos governos francês e italiano, que, no ano anterior, haviam forçado a retirada dos comunistas locais de seus governos.
O golpe checo constituiu uma ruptura definitiva nas relações entre as duas superpotências, com o Ocidente agora sinalizando sua determinação de se comprometer em uma de auto-defesa coletiva.
No Ocidente, o golpe de Praga teve um grande impacto porque a Checoslováquia era, geográfica, histórica e politicamente o país mais ocidental da Europa Central e Oriental.

## Estados Unidos
O impacto do golpe nos Estados Unidos foi imediato. A oposição ao Plano Marshall  foi silenciada no Congresso dos Estados Unidos, que prontamente aprovou mais 5 bilhões de dólares para o primeiro ano do Programa de Recuperação Europeia.